# 亚历山大·帕克斯
亚历山大·帕克斯（Alexander Parkes，1813年12月29日—1890年6月29日）是一位来自英国伯明翰的冶金学家和发明家。 他创造了第一种人造塑料帕克辛。

## 生平
帕克斯是一个黄铜锁匠的儿子，在为乔治和亨利工作之前，曾在伯明翰的黄铜创始人梅辛格那里当过学徒，后来同乔治和亨利共同获得了电镀工艺的专利。
帕克斯被任命为铸造部门的主管，他的注意力集中在电镀工艺上。 帕克斯于 1841 年获得他的第一个专利（编号 8905），涉及电镀精致艺术品的工艺。
他改进的电镀精细和易碎物品的方法于 1843 年获得专利。该工艺涉及将物品先浸入含二硫化碳的磷溶液中，然后浸入硝酸银中，然后再电镀。 
1844 年，阿尔伯特亲王参观埃尔金顿工厂时，帕克斯将其制得的镀银蜘蛛网送给他。
帕克斯总共拥有至少 66 项工艺和产品专利，大部分与电镀和塑料开发相关。